# Ridderorden in Wit-Rusland
De voormalige Sovjetrepubliek Wit-Rusland verklaarde zich toen de Sovjet-Unie ineenstortte onafhankelijk. Het land bewaart veel van de tradities en gebruiken van de Sovjet-Unie en dat komt ook in de namen en het uiterlijk van de ridderorden en medailles, veelal van het type socialistische orde, tot uitdrukking.
- De Held van Wit-Rusland
- De Orde van het Moederland
- De Orde van de Militaire Glorie
- De Orde van Verdienste voor het Moederland
- De Orde voor Persoonlijke Moed
- De Orde van de Vriendschap tussen de Volkeren
- De Orde van Verdienste
- De Orde van Constantine Kalinovsky
- De Orde van Francisc Skorina
- De Orde van de Moeder